# La Vie antérieure (Baudelaire)
Pour les articles homonymes, voir La Vie antérieure.
La Vie antérieure est un poème de Charles Baudelaire faisant partie de Spleen et idéal dans le recueil Les Fleurs du mal paru en 1857. Il s'agit d'un sonnet marotique composé de deux quatrains et de deux tercets.

## Commentaire
Selon Patrick Chamoiseau, le poème décrirait la plantation esclavagiste comme un paradis perdu, avec la nostalgie de Baudelaire qui a connu, lors de son séjour aux Mascareignes en 1841-1842, le plaisir langoureux de vivre au soleil des tropiques sans se soucier de rien, avec des esclaves à son service, et n’en manifeste aucune culpabilité.

## Texte du poème
La Vie antérieure

J’ai long-temps habité sous de vastes portiques

Que les soleils marins teignaient de mille feux,

Et que leurs grands piliers, droits et majestueux,

Rendaient pareils, le soir, aux grottes basaltiques.

Les houles, en roulant les images des cieux,

Mêlaient d’une façon solennelle et mystique

Les tout puissants accords de leur riche musique

Aux couleurs du couchant reflété par mes yeux.

C’est là que j’ai vécu dans les voluptés calmes,

Au milieu de l’azur, des flots et des splendeurs,

Et des esclaves nus, tout imprégnés d’odeurs,

Qui me rafraîchissaient le front avec des palmes,

Et dont l’unique soin était d’approfondir

Le secret douloureux qui me faisait languir.